# Калачево (Челябінська область)
Калачево (рос. Калачёво) — село, підпорядковане місту Копейськ Челябінської області Російської Федерації.
Населення становить 1452 особи (2010).

## Історія
Згідно із законом від 28 жовтня 2004 року органом місцевого самоврядування є Копейський міський округ.

## Населення
| 2002 | 2010  |
| ---- | ----- |
| 1504 | ↘1452 |